# 西藏卷柏
西藏卷柏（学名：Selaginella tibetica）为卷柏科卷柏属下的一个种。

## 扩展阅读
- 維基物種上的相關：西藏卷柏